# Zethauer Kunstgraben
Der Zethauer Kunstgraben ist ein Kunstgraben zwischen dem Muldaer Ortsteil Zethau und Großhartmannsdorf im Erzgebirge aus dem 16. Jahrhundert. Er diente mittelbar der zusätzlichen Zuführung von Aufschlagwasser für den Freiberger Bergbau und ist Teil der Revierwasserlaufanstalt Freiberg.

## Verlauf
Der Graben zweigt am südwestlichen Ortsende des Muldaer Ortsteils Zethau auf etwa 530 m ü. NN vom Zethaubach ab und führt sodann an dessen Westhang in nordöstliche Richtung, wobei er zwei jeweils kurze Röschen durchläuft. Nach etwa 2,4 Kilometern schwenkt der Graben nach Nordwest, wobei er die Wasserscheide zwischen Zethaubach und Helbigsdorfer Bach durchsticht. Die Wasserscheide zwischen Helbigsdorfer und Müdisdorfer Bach wird durch eine ca. 300 Meter lange Rösche südwestlich von Helbisgdorf unterquert. An der sogenannten Heidemühle tritt er wieder zu Tage und mündet kurz darauf am Südostufer auf etwa 490 m ü. NN in den Unteren Großhartmannsdorfer Teich ein.
August Schumann beschreibt 1826 den Graben und seinen Verlauf im Staats-, Post- und Zeitungslexikon von Sachsen folgendermaßen:

„[…] sind ein Paar Teiche im Oberdorfe um des Zethauer Kunstgraben Willen angelegt, welcher 1000 Schritt unterhalb des letzten Gutes im Dorfe seinen Anfang nimmt, sich von der Tiefe des Thales, seinem geringen Gefälle zufolge, immer mehr entfernt, so daß er über der Pfarrwohnung schon gegen 30 Ellen überm Bach fließt; von hier an ist er durch den Kirchberg in einer Rösche fortgeleitet, wo sich besonders viel Krebse aufhalten, durchzieht dann die mittel- und niederzethauer Fluren in großen Krümmungen, erreicht so das hübsche Wiesenthal, welches jene vom großhartmannsdorfer Gebiet trennt, hier – wie an mehrern Stellen – ein Huthäuschen, und gießt endlich in den großen (vulgo großhartmannsdorfer, richtiger helbigsdorfer) Bergwerksteich aus.“

## Geschichte
Der planmäßige Ausbau eines Wasserspeicher- und Zuführungssystems für das Freiberger Berg- und Hüttenwesen begann auf kurfürstlichen Befehl vom 23. Januar 1558. Ab 1562 erfolgte parallel dazu der Bau von Kunstgräben und Röschen nach Vorschlägen des Oberbergmeisters Martin Planer. Im Zuge dessen wurde auch der Untere Großhartmannsdorfer Teich ertüchtigt. Um die verfügbare Wassermenge im Teich zu erhöhen, wurde dieser 1564 um den künstlichen Zufluss des Zethauer Kunstgrabens ergänzt. Dieser leitete fortan einen Teil des Wassers aus dem Zethaubach und kleineren Bächen aus den Tälern südwestlich von Helbigsdorf in den Teich über.
Heute besitzt die Revierwasserlaufanstalt überregionale Bedeutung für die Brauch- und Trinkwasserversorgung der Regionen Chemnitz, Dresden und Freiberg.

## Weiteres
Die Seitenwände des Grabens bestehen aus Trockenmauerwerk, d. h. Bruchstein mit Lehm, ohne Kalkmörtel. Seinerzeit üblich war die über weite Teile erfolgte Abdeckung des Grabenverlaufes mit Holzschwarten, damit Laub und Gras den Wasserfluss nicht behinderten, Verdunstungsverluste gering gehalten und Unfälle möglichst vermieden wurden. Da der Graben heute noch der Brauchwasserversorgung dient, ist die Schwartenabdeckung nur noch an einigen touristisch wichtigen Stellen zu sehen, sonst aber durch Betonplatten ersetzt.